# Alberto Ajaka
Alberto Gabriel Ajaka (Buenos Aires, 1 de mayo de 1973) es un actor de televisión, cine y teatro argentino. Es conocido por sus papeles de Rubén D'Onofrio en la telenovela Guapas y del fiscal Pablo Agüero en la miniserie Signos, ambas de Eltrece.

## Vida personal
Actualmente está en pareja con la también actriz María Villar, a la cual conoció en la película Viola en 2009. Con ella tuvo 3 hijos: Pedro, que nació en 2010, Elena, nacida en 2014, y Antonio, nacido en 2019.

## Biografía
Alberto estudió filosofía, diseño y ciencias económicas, y trabajó en una imprenta. Recién a los 28 años comenzó a estudiar teatro, pero en poco tiempo formó incluso su propia compañía, Colectivo Escalada, junto a otros 15 actores.
Su debut en TV fue apenas en 2010 en Contra las cuerdas, junto a Rodrigo de la Serna. También hizo cine y antes de eso, mucho teatro.

## Carrera en el teatro
En 2004, en el Centro Cultural Rojas, estrena Michigan, obra de su autoría en el cual actúa y dirige. Desde 2005 hasta 2007 actúa en De mal en peor, obra escrita y dirigida por Ricardo Bartís, realizando más de 30 funciones, obteniendo numerosos premios y presentándose en festivales de España, Francia, Bélgica y Alemania. En 2006 estrena Otelo, campeón mundial de la derrota sobre el Otelo de Shakespeare en el Sportivo Teatral, versión de su autoría en la cual actúa y dirige. La misma se presenta entre 2006 y 2007 en el Sportivo Teatral y es elegida obra obligatoria por el IUNA y queda seleccionada dentro del catálogo INT presenta.
En 2008 abre Escalada, un espacio de investigación teatral en el barrio de Villa Crespo ubicado en una vieja casona donde se desarrollan múltiples actividades teatrales y musicales. En Escalada estrena, en agosto del mismo año, Canción de amor, obra que escribe y dirige, desarrollando funciones hasta fines de 2009. En abril de 2009 estrena B, un espectáculo codirigido e interpretado con la bailarina Luciana Acuña del grupo Krapp sobre el básquetbol. En este espacio también organiza y dirige Acto, una serie de encuentros performáticos-teatrales, llevando hasta el día de hoy cinco ediciones del mismo y habiéndose presentado más de un centenar de actores, músicos y performers. A partir de este espacio se constituye el Colectivo Escalada un agrupamiento de 15 artistas del cual Ajaka es director.
En septiembre del mismo año estrena como actor la obra Ala de criados, escrita y dirigida por Mauricio Kartún, la cual obtiene numerosas nominaciones y premios. Por su labor en esta obra es nominado como mejor actor en los premios Trinidad Guevara, ACE y Teatro del Mundo. Con más de 30 funciones y luego de una temporada en el Teatro Solís de Montevideo, Ala de criados continúa en cartel en el Teatro del Pueblo. En 2010 estrena como autor y director Cada una de las cosas iguales junto al grupo de trabajo Escalada. La misma se mantiene en cartel durante dos años realizando más de cien funciones. Cada una de las cosas iguales es invitada al Festival Argentino de Santa Fe y Ajaka es nominado en el rubro dramaturgia por los premios Teatro del mundo.
En septiembre de 2011 estrena como actor La edad de oro con dirección de Agustín Mendilaharzu y Walter Jakob en el C. C. Rojas. En abril de 2012 retoman funciones en el teatro El extranjero. En julio del mismo año, junto al Colectivo Escalada, estrena ¡Llegó la música!, obra de su autoría y bajo su dirección que se presenta actualmente en sala Escalada, con la misma se presentan en el Festival Santiago a Mil (Chile) y en la Fiesta Nacional del Teatro. En septiembre del mismo año estrena Macbeth de Shakespeare en versión de Javier Daulte en el sala Martín Coronado del teatro San Martín y en el rol de Macbeth.
En julio de 2013 estrena como autor, director y actor la obra El director, la obra, los actores y el amor en el Rojas dentro del Proyecto Manual y junto al Colectivo Escalada. En febrero de 2014 estrena El gran deschave de Sergio De Cecco y Armando Chulak con dirección de Luciano Suardi. En abril de 2015 estrena El hambre de los artistas junto al Colectivo Escalada en el Teatro Sarmiento.
En cine trabajó como actor en las siguientes películas: Las manos de Alejandro Doria, Historias extraordinarias de Mariano Llinás, El hombre robado y Rosalinda y Viola (ambas de Matías Piñeiro), Castro de Alejo Moguillansky, Quiero morir en tus brazos de Víctor Jorge Ruiz, Recortadas de Sebastián de Caro, Revolución de Leandro Ipiña, El último Elvis de Armando Bó, Todos tenemos un plan de Ana Pitterbag, Secuestro y muerte de Rafael Filipelli, Juan y Eva de Paula de Luque, El motín de Jaime Lozano, 8 tiros de Bruno Hernández, La parte ausente de Galel Maidana, y A oscuras de Victoria Chaya Miranda.
En televisión ha actuado en los programas Contra las cuerdas (Tv Pública), El puntero, Lobo y Guapas (El trece). También realizó participaciones en Los Únicos (El trece), Un año para recordar (Telefé) y Entre Caníbales (Telefe). Además participó en las miniseries Tv por la inclusión (Canal 9), Maltratadas (América), Decisiones de vida (Canal 9), Historias de corazón (Télefe), Las 13 esposas de Wilson Fernández (Tv pública) y Signos (El trece). En 2016 actuó en la telenovela Los ricos no piden permiso con el papel protagónico de El Negro, por El trece.

## Filmografía
| Año  | Título                                | Personaje               | Notas                                        | Director                             |
| ---- | ------------------------------------- | ----------------------- | -------------------------------------------- | ------------------------------------ |
| 2006 | Las manos                             |                         |                                              | Alejandro Doria                      |
| 2007 | El hombre robado                      | Otelo                   |                                              | Matías Piñeiro                       |
| 2008 | Historias extraordinarias             | Prisionero de las islas |                                              | Mariano Llinás                       |
| 2009 | Castro                                | Extra organización      |                                              | Alejo Moguillansky                   |
| 2009 | Recortadas                            | Diego                   |                                              | Sebastián De Caro                    |
| 2010 | Rosalinda                             | Orlando / Gabo          | Mediometraje                                 | Matías Piñeiro                       |
| 2010 | Revolución: El cruce de los Andes     | Álvarez Condarco        |                                              | Leandro Ipiña                        |
| 2011 | Juan y Eva                            | Juan Duarte             |                                              | Paula de Luque                       |
| 2011 | Secuestro y muerte                    | Raúl                    |                                              | Rafael Filippelli                    |
| 2012 | Viola                                 | Cliente 1               |                                              | Matías Piñeiro                       |
| 2012 | El último Elvis                       | Empleado                | Cameo                                        | Armando Bó                           |
| 2012 | Historias breves 7                    |                         | Segmento: Crónica de la muerte de Paco Uribe | Santiago Canel                       |
| 2012 | Todos tenemos un plan                 | Fernando Mendizábal     |                                              | Ana Piterbarg                        |
| 2013 | Quiero morir en tus brazos            |                         |                                              | Víctor Jorge Ruiz                    |
| 2013 | Matar a un perro                      | "El Topo"               | Cortometraje                                 | Alejo Santos                         |
| 2013 | Daulte, juego y compromiso, la verdad | Él mismo                | Cortometraje                                 | Virginia Scaro                       |
| 2014 | Motín en Sierra Chica                 | Broca                   |                                              | Jaime L. Lozano                      |
| 2014 | Historias breves 9                    | Roberto Arlt            | Segmento: En crítica                         | Luz Orlando Brennan                  |
| 2015 | La parte ausente                      | Chockler                |                                              | Galel Maidana                        |
| 2015 | La moza y el cocinero                 |                         | Cortometraje                                 | Kathrin Frank                        |
| 2016 | 8 tiros                               | Kiko                    |                                              | Bruno Hernández                      |
| 2017 | El silencio                           | Camilo                  |                                              | Arturo Castro Godoy                  |
| 2017 | El cauce                              | Tano                    |                                              | Agustín Falco                        |
| 2018 | Los territorios                       |                         |                                              | Iván Granovsky                       |
| 2018 | No!                                   |                         | Cortometraje                                 | Pedro Maccarone y Max Franco         |
| 2019 | A oscuras                             | Víctor                  |                                              | Victoria Chaya Miranda               |
| 2019 | Leónidas                              | Leónidas                |                                              | Miguel Colombo                       |
| 2019 | Infierno grande                       | Lionel                  |                                              | Alberto Romero                       |
| 2019 | Lobos                                 | Boris                   |                                              | Rodolfo Durán                        |
| 2019 | Los que vuelven                       | Mariano                 |                                              | Laura Casabé                         |
| 2020 | El caníbal                            | Narrador                | Voz                                          | Baltasar Albrecht y Gastón del Porto |
| 2020 | Errantes                              | Demian                  | Cortometraje                                 | Carla Finco                          |
| 2021 | 10 palomas                            | Bruno                   |                                              | Tamae Garateguy                      |
| 2021 | Río                                   |                         |                                              | Santiago Canel                       |
| 2021 | Cato                                  | Comisario Carrillo      |                                              | Peta Rivero y Hornos                 |
| 2021 | Errante corazón                       | Luis                    |                                              | Leonardo Brzezicki                   |
| 2022 | Un crimen argentino                   | Oficial Servera         |                                              | Lucas Combina                        |
| 2022 | Los elegidos                          | Pablo                   |                                              | Rodrigo H. Vila                      |
| 2023 | Casi muerta                           | Mudo                    |                                              | Fernán Mirás                         |
| 2023 | La Extorsión                          | Porchietto              |                                              | Martino Zaidelis                     |
| 2025 | Mazel Tov                             | «Negro»                 |                                              | Adrián Suar                          |

## Televisión
| Año  | Título                             | Personaje                 | Notas                             | Canal          |
| ---- | ---------------------------------- | ------------------------- | --------------------------------- | -------------- |
| 2010 | Contra las cuerdas                 | Toro                      |                                   | TV Pública     |
| 2011 | El puntero                         | Padre Miguel              |                                   | El trece       |
| 2011 | Maltratadas                        | Diego                     | Episodio: "La invitada"           | América TV     |
| 2011 | Los Únicos                         | Pepe / Hannibal           |                                   | El trece       |
| 2011 | Decisiones de vida                 | Juan                      | Episodio: "Por Micaela"           | Canal 9        |
| 2011 | Un año para recordar               | Félix                     |                                   | Telefe         |
| 2012 | Lobo                               | Yamir                     |                                   | El trece       |
| 2013 | Historias de corazón               | Esteban                   | Episodio: "La mujer deseada"      | Telefe         |
| 2013 | Televisión x la inclusión          | Camilo                    | Episodio: "Orden natural"         | Canal 9        |
| 2013 | Historia clínica                   | Cabo Aguirre              | Episodio: "Ernesto "Che" Guevara" | Telefe         |
| 2014 | Guapas                             | Rubén D'Onofrio           |                                   | El trece       |
| 2014 | Las 13 esposas de Wilson Fernández | Betty                     |                                   | TV Pública     |
| 2015 | Entre caníbales                    | Ariel "Patita" Martínez † |                                   | Telefe         |
| 2015 | Signos                             | Pablo Agüero †            |                                   | El trece / TNT |
| 2015 | La casa                            | Capitán Ayala             | Episodio: "1987: Célula"          | TV Pública     |
| 2015 | Cromo                              | Mirko                     |                                   | TV Pública     |
| 2016 | Los ricos no piden permiso         | Hugo "Negro" Funes        |                                   | El trece       |
| 2016 | La última hora                     | Alejandro Rovner          | Episodio: "El alma del escritor"  | TV Pública     |
| 2017 | Quiero vivir a tu lado             | Alfred Romano             |                                   | El trece       |
| 2017 | Reencuentros                       | Lisandro                  | Especial de Fundación Huésped     | El trece       |
| 2018 | El lobista                         | Manuel Quinteros          |                                   | El trece / TNT |
| 2018 | Encerrados                         | Bentancourt               | Episodio: "300 metros"            | TV Pública     |
| 2019 | Otros pecados                      | Guillermo                 | Episodio: "La reina de las bodas" | El Trece / TNT |
| 2019 | Apache, la vida de Carlos Tévez    | Segundo Tévez             |                                   | Netflix        |
| 2019 | Reacción en cadena                 | Leonardo Rosales          | Especial de Fundación Huésped     | El Trece       |
| 2020 | El presidente                      | Jashir                    |                                   | Prime Video    |
| 2021 | Victoria, psicóloga vengadora      | Julián                    | Episodio: "Stephie M."            | Prime Video    |
| 2022 | Dos 20                             | Pablo                     | Episodio: "Soy tu padre"          | TV Pública     |
| 2024 | Privier                            | Privier                   |                                   | YouTube        |
| 2025 | Menem                              | Emir Yoma                 |                                   | Prime Video    |

## Teatro
| Año       | Obra                                        | Personaje | Director                           | Teatro                                                    |
| --------- | ------------------------------------------- | --------- | ---------------------------------- | --------------------------------------------------------- |
| 2003      | Michigan                                    | Bruno     | Mariela Verdinelli y Alberto Ajaka | Centro Cultural Rojas                                     |
| 2004      | La cuestión del deseo                       |           | Marcelo Bertuccio y Berta Gagliano | Ciudad Cultural Konex                                     |
| 2005-2007 | De mal en peor                              |           | Ricardo Bartis                     | Sportivo Teatral                                          |
| 2006-2008 | Otelo, campéon mundial de la derrota        | Otelo     | Alberto Ajaka                      | Sportivo Teatral / Sala Escalada                          |
| 2009      | B                                           |           | Luciana Acuña                      | Sala Escalada                                             |
| 2009-2011 | Ala de criados                              |           | Mauricio Kartun                    | Teatro Español de Azul / Teatro del Pueblo / Teatro Solís |
| 2012-2013 | Macbeth                                     | Macbeth   | Javier Daulte                      | Teatro San Martín                                         |
| 2013      | El director, la obra, los actores y el amor |           | Alberto Ajaka                      | Sala Escalda / Centro Cultural Rojas                      |
| 2013-2014 | El gran deschave                            | Jorge     | Luciano Suardi                     | Teatro Nacional Cervantes                                 |
| 2014      | Canciones en momentos de el                 |           | Corina Fiorillo                    | Teatro Picadero                                           |
| 2015      | Otro estilo de vida                         | Leo       | Lía Jelín                          | Teatro Tabarís                                            |
| 2015-2016 | Juan Moreira                                |           | Claudio Gallardou                  | Teatro Nacional Cervantes                                 |
| 2018      | Hamlet                                      |           | Patricio Orozco                    | Centro Cultural Cooperación                               |
| 2018      | Papel higiénico                             |           | Javier Daulte                      | Teatro El Nacional                                        |
| 2020      | Gorda                                       |           | Emiliano Dionisi                   | Teatro Metropolitan Sura                                  |
| 2020      | Nebulosa monotonía                          |           | Sin director                       | Streaming                                                 |

### Otros créditos
| Año       | Obra                                        | Rol                             | Teatro |
| --------- | ------------------------------------------- | ------------------------------- | --- |
| 2008-2009 | Canción de amor                             | Escritor y director             | Sala Escalda                                                                                                  |
| 2009      | B                                           | Creador y director              | Sala Escalda                                                                                                  |
| 2010-2011 | Cada una de las cosas iguales               | Director y dramaturgo           | Sala Escalda                                                                                                  |
| 2010      | Tres jueces para un largo silencio          | Voz en off                      | Fundación Proa                                                                                                |
| 2011-2012 | La edad de oro                              | Colaborador artístico           | Centro Cultural Rojas / Teatro El Extranjero                                                                  |
| 2012-2014 | ¡Llegó la música!                           | Autor, musicalizador y director | Sala Escalda Centro Cultural Provincial Ideal El Camarín de las Musas Teatro del Pueblo Teatro La Carpintería |
| 2013      | El director, la obra, los actores y el amor | Autor, musicalizador y director | Sala Escalda / Centro Cultural Rojas                                                                          |
| 2015      | El hambre de los artistas                   | Autor y director                | Teatro Sarmiento                                                                                              |
| 2016      | Pie de monte                                | Musicalizador y director        | Espacio Callejón                                                                                              |
| 2018-2020 | Los rotos                                   | Autor, musicalizador y director | Centro Cultural San Martín / Galpón Guevara / Teatro Timbre 4                                                 |
| 2019      | E.S.I. (Encuentros Sexuales Inesperados)    | Actuación en vídeo              | Microteatro                                                                                                   |

## Premios y nominaciones
| Lista de premios y nominaciones | Lista de premios y nominaciones | Lista de premios y nominaciones            | Lista de premios y nominaciones | Lista de premios y nominaciones | Lista de premios y nominaciones | Lista de premios y nominaciones |
| Año                             | Organización                    | Categoría                                  | Trabajo nominado                | Resultado                       | Ref(s)                          |                                 |
| ------------------------------- | ------------------------------- | ------------------------------------------ | ------------------------------- | ------------------------------- | ------------------------------- | ------------------------------- |
| 2009                            | Premios Teatro del Mundo        | Mejor Actor                                | Ala de criados                  | Ganador                         | [ 2 ]                           |                                 |
| 2010                            | Premios ACE                     | Mejor Actor de Teatro Alternativo          | Ala de criados                  | Ganador                         | [ 3 ]                           |                                 |
| 2010                            | Premios Trinidad Guevara        | Mejor Actor                                | Ala de criados                  | Nominado                        | [ 4 ]                           |                                 |
| 2010                            | Premios Teatro del Mundo        | Mejor Dramaturgia                          | Cada una de las cosas iguales   | Ganador                         | [ 5 ]                           |                                 |
| 2012                            | Premios Teatro del Mundo        | Mejor Director                             | ¡Llegó la música!               | Ganador                         | [ 6 ]                           |                                 |
| 2012                            | Premios Teatro del Mundo        | Mejor Dramaturgia                          | ¡Llegó la música!               | Ganador                         | [ 6 ]                           |                                 |
| 2012                            | Premios Teatro del Mundo        | Mejor Actor                                | La edad de oro / Macbeth        | Ganador                         | [ 6 ]                           |                                 |
| 2014                            | Premios Martín Fierro           | Mejor Actor de Reparto                     | Guapas                          | Ganador                         | [ 7 ]                           |                                 |
| 2015                            | Premios Tato                    | Mejor Actor de Reparto                     | Signos                          | Nominado                        | [ 8 ]                           |                                 |
| 2015                            | Premios María Guerrero          | Mejor Autor Argentino                      | El hambre de los artistas       | Nominado                        | [ 9 ]                           |                                 |
| 2016                            | Premios ACE                     | Mejor Actor en Drama y/o Comedia Dramática | Juan Moreira                    | Nominado                        | [ 10 ]                          |                                 |
| 2016                            | Premios Tato                    | Mejor Actor de Reparto                     | La última hora                  | Nominado                        | [ 11 ]                          |                                 |
| 2018                            | Premios Trinidad Guevara        | Mejor Director                             | Los rotos                       | Nominado                        | [ 12 ]                          |                                 |
| 2020                            | Produ Awards                    | Mejor Actor de Reparto                     | Apache, la vida de Carlos Tévez | Ganador                         | [ 13 ]                          |                                 |